# Tiverton
Tiverton es una ciudad y un parroquia civil del distrito de Mid Devon, en el condado de Devon (Inglaterra). Su población de acuerdo al censo del 2001 es de 16.772 habitantes. Según el censo de 2011, Tiverton parroquia civil tenía 21.335 habitantes. Está listado en el Domesday Book como Tovretone/Tovretona.